# Hantay
Hantay – miejscowość i gmina we Francji, w regionie Hauts-de-France, w departamencie Nord.
Według danych na rok 1990 gminę zamieszkiwało 721 osób, a gęstość zaludnienia wynosiła 345 osób/km² (wśród 1549 gmin regionu Nord-Pas-de-Calais Hantay plasuje się na 656. miejscu pod względem liczby ludności, natomiast pod względem powierzchni na miejscu 905.).